# Radomiro Tomić
Pour les articles homonymes, voir Tomić.
Radomiro Tomic, né le 7 mai 1914 à Calama (Chili) et mort le 3 janvier 1992  à Santiago du Chili, est un homme politique chilien démocrate-chrétien.
Participant à la Phalange nationale, un groupe social-chrétien créé dans les années 1930, il est élu député en 1941 et 1945. Il devient membre du Parti démocrate-chrétien du Chili lors de sa fondation en 1957, puis est élu sénateur en 1961. Il défend en tant que parlementaire la nationalisation du cuivre.
Membre de l'aile gauche de la démocratie-chrétienne, il est candidat à l'élection présidentielle de 1970. Il se déclare pendant la campagne favorable à une « révolution démocratique et populaire ». Il obtient 28,1 % des voix, l'élection étant remportée par Salvador Allende avec 36,6 % des voix.
Il approuve la loi de nationalisation du cuivre du gouvernement Allende (11 juillet 1971). Il s'exile en Suisse, à Genève, pendant la dictature militaire d'Augusto Pinochet. Après le retour de la démocratie en 1990, il est nommé ambassadeur auprès de l'ONU. Codelco a donné son nom à une mine de cuivre en 1992.